# Pemphigus formicarius
Pemphigus formicarius är en insektsart som beskrevs av Walsh 1863. Pemphigus formicarius ingår i släktet Pemphigus och familjen långrörsbladlöss. Inga underarter finns listade i Catalogue of Life.